# Mistr Oplakávání ze Žebráka
Mistr Oplakávání ze Žebráku (Mistr žebráckého Oplakávání, Mistr Oplakávání Krista ze Žebráku) je označení pro významného českého pozdně gotického umělce, který působil asi v letech 1500–1530 a byl vůdčí osobností druhé generace podunajské školy.

## Život
S největší pravděpodobností jde o českobudějovického řezbářského mistra Alexandra Obensteina, který snad pocházel z Würzburska, umělecké základy získal ještě před koncem 15. století v oblasti v Podunají a poté působil téměř tři desetiletí v Českých Budějovicích, kde měl dílnu v domě jednoho z bohatých měšťanů na jižní straně náměstí a zastupoval řezbáře v cechovním představenstvu.
Za jeho žáka je považován Mistr Oplakávání ze Zvíkova.

## Dílo
- torzo Truchlící Marie z Kralovic

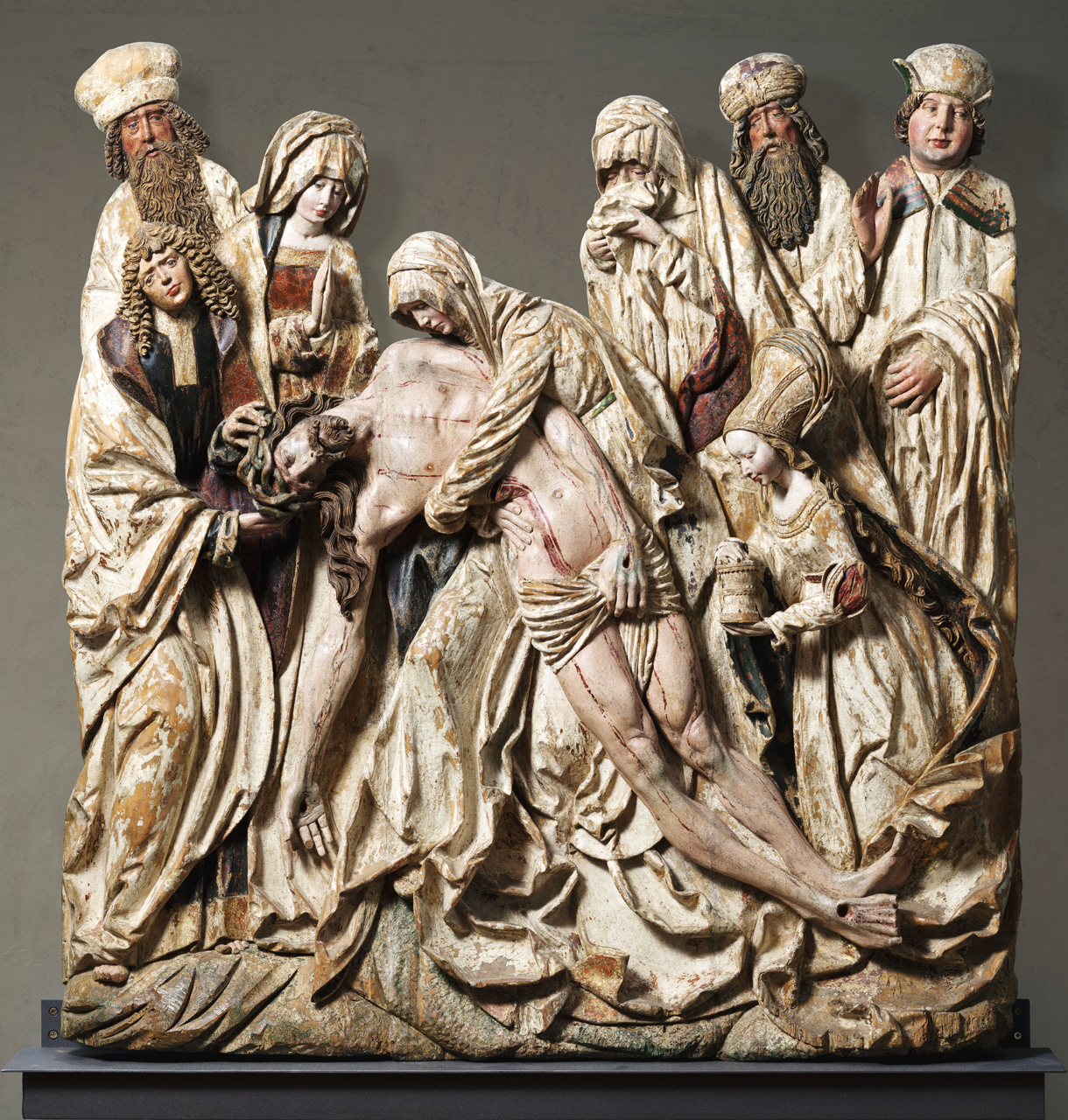
Oplakávání Krista ze Žebráku, Národní galerie v Praze

- Klanění tří králů z Českých Budějovic
- Madona z Třebotovic
- Madona Malšínská
- Reliéf Oplakávání Krista ze Žebráku
- Maří Magdaléna z Malého Boru
- Tři králové z Vodňan
- Nejsvětější Trojice z Českých Budějovic (Alšova jihočeská galerie v Hluboké nad Vltavou)[2]
- Maří Magdaléna z Čakova
- Oltář sv. Anny ze Strakonic (kol. r. 1520)
- Bolestný Kristus z Českých Budějovic
- Stigmatizace svatého Františka z Českého Krumlova
- Sochy svatého Petra a svatého Pavla z kostela svatého Petra a Pavla ve Svérazu (Regionální muzeum v Českém Krumlově)[3]